# Кула на Серския манастир
Кулата на Серския манастир (на гръцки: Πύργος Μονής Τιμίου Προδρόμου) е средновековно отбранително съоръжение, разположено край бившето валовищко село Рупел (Клиди), Северна Гърция.

## Местоположение
Кулата е разположена в югозападния ъгъл на манастирската стена. Построена е в 1304 година заедно с католикона и крепостната стена. Кулата винаги е била библиотеката на манастира, където са се съхранявали редки и ценни реликви.

## Описание
Кулата е подобна на други късновизантийски кули от същия период като Милутиновата кула и кулите на Хиландарския манастир на Света гора. Нито кулата, нито останалата част от манастира, изглежда, са претърпели сериозни модификации през следващите векове.